# محمد بن سلغور
محمد بن سلغور هشتمین اتابک از اتابکان فارس و داماد ترکان خاتون (همسر سعد بن ابوبکر) بود. پس از مرگ اتابک محمد بن سعد در سال ۶۶۰ هجری مادر او ترکان خاتون خواهر اتابک یزد کارها را زیر نظر داشت و داماد خود را یعنی محمد بن سلغور را که نوادهٔ سعد بن زنگی بود به امارت برداشت اما چندی بعد او را به اتهام افراط در ظلم و عیاشی در رمضان ۶۶۱ هجری معزول کرد و به اردوی خان مغول روانه داشت.